# Ordo Monattorum

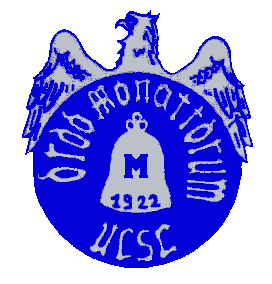
Emblème

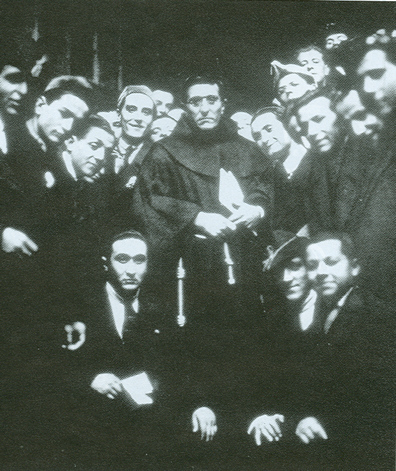
Agostino Gemelli avec des monatti.

L’Ordo Monattorum est l'ordre goliardique souverain de l'Université catholique du Sacré-Cœur.

## Histoire
Le groupe a été créé en 1922 à Milan. Les étudiants appartenant à cet ordre sont surnommés monatti.

## Hymne officiel
L'hymne officiel de la confrérie est "La voce dello studente", qui a été écrit par Marco Belin.
| La voce dello studente |
| --- |
| La voce dello studente fu, che disse è morta, non c'è più, nel popolo rassegnato, speranza era vana ormai, tra i salamelecchi, troppi giovani già vecchi, obliavano i tempi gai. Ma un giorno un canto si levò, dai chiostri si vide comparir, una schiera di cavalieri, coperti da un manto blu... della loro insegna e della lor feluca fieri, i tristi tiraron su. Ora noi brindiamo a te, nostro Sovrano e nostro Re, per il Principe dei Monatti, per tutta la nobiltà, per la follia, per Santa Madre Goliardia... il vino versato sia |

## Articles liés
- Goliardia